# Jean de La Barre
Pour les articles homonymes, voir De La Barre.
Jean II de la Barre (né vers 1480, † le 2 mars 1534), comte d'Étampes en 1526, sire et baron de Véretz en 1525, vicomte de Bridiers, seigneur de Coiz, Jouy et La Souterraine, fut prévôt-bailli de Paris de 1523 à 1533 et lieutenant-général au gouvernement de Paris.
Fils de Jean Ier de La Barre, avocat au parlement de Paris, et de son épouse Marie Anjorrant, il se maria lui-même Marie de La Primaudaye († en 1545), dame de Villemartin près d'Étampes, dont postérité : 1°) Denise de La Barre, mariée en 1523 à Jean II d'Estouteville-Villebon († vers 1556/1559), chevalier de l'ordre de Saint-Michel, seigneur de Villebon et d'Avrilly, commandant de cinquante hommes d'armes de ses ordonnances, son gentilhomme ordinaire, son lieutenant-général en Normandie, en Picardie, son capitaine et bailli de Rouen et de Thérouanne, et son prévôt de Paris en 1533-1540, dont postérité éteinte à la 1re génération, entre autres avec Jean d'Estouteville († en août 1565) ; 2°) Marguerite de La Barre († le 19 juin 1552), mariée le 10 mai 1527 à François Ier de Courtenay (ca 1495-1561), chevalier, seigneur de Champignelles, de Bléneau et de Villars, bailli et gouverneur d’Auxerre ; 3°) Renée de la Barre, mariée avant 1534 à Charles de la Varie, sieur de L'Isle-Savary, dont postérité. L'évêque d'Angoulême puis archevêque de Tours, Antoine de La Barre (ca 1490-1548) était manifestement le frère cadet de Jean II de La Barre.

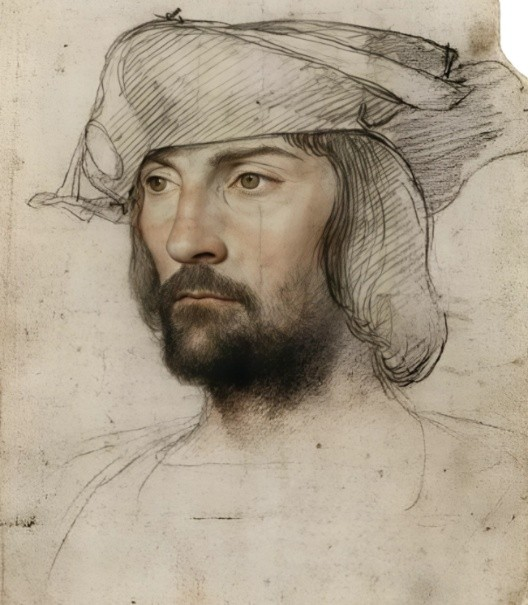
Jean Clouet (ca 1485-1541), Portrait de Jean de La Barre, pierre noire et sanguine, ca 1520, 284 x 200 mm, Musée Condé (Chantilly)

Fait prisonnier avec le roi François 1er lors de la bataille de Pavie, il demeura auprès de lui comme un des serviteurs attachés à sa personne. On a de lui plusieurs lettres, dont une adressée à Louise de Savoie datée du 4 mars 1525 où il relata les premiers jours de la captivité du Roi, son fils, en 1525. En 1525-1526, il accompagna également en sa captivité madrilène son maître et souverain. Ce dernier le nomma successivement premier maître de sa garde-robe et premier gentilhomme de sa chambre (il avait à ce titre la garde des diamants personnels du Roi), son prévôt de Paris en 1523-1533, son lieutenant-général à Paris et en Île-de-France, son capitaine et bailli de Rouen, et enfin son capitaine de Plessis-lez-Tours. Il reçut le comté d'Étampes à titre viager en 1526, marque insigne de la faveur royale.
C'est à lui qu'échut l'honneur de poser, le 19 août 1532, la première pierre de l'église Saint-Eustache, telle que nous la connaissons aujourd'hui.